# 木村良二
木村 良二（きむら りょうじ、1950年10月15日 - ）は、日本の弁護士。横浜弁護士会会長や、日本弁護士連合会副会長や、関東弁護士会連合会理事長、法務省法制審議会委員等を歴任した。

## 人物・経歴
神奈川県横須賀市生まれ。神奈川県立横須賀高等学校、明治大学法学部卒業。1980年横浜弁護士会弁護士登録。2006年横浜弁護士会会長。2007年横浜国立大学学術研究部会委員。2008年日本弁護士連合会副会長。2012年日本司法支援センター神奈川地方事務所所長、菱洋エレクトロ監査役。2015年法務省法制審議会委員。2017年日本弁護士政治連盟副理事長兼神奈川支部長。2019年から関東弁護士会連合会理事長を務め、入国管理政策への抗議声明を出すなどした。2021年日本弁護士政治連盟副理事長。2024年春の叙勲で旭日中綬章受章。この間、日本自立支援機構理事等も務めた。